# 1300er
Portal Geschichte | Portal Biografien | Aktuelle Ereignisse | Jahreskalender | Tagesartikel

◄ |
13. Jh. |
14. Jahrhundert
| 15. Jh. | ►

◄ |
1270er |
1280er |
1290er |
1300er
| 1310er | 1320er | 1330er | ►

1300 |
1301 |
1302 |
1303 |
1304 |
1305 |
1306 |
1307 |
1308 |
1309

## Ereignisse
- 1307: Ende des Templerordens – Seine Mitglieder werden von Guillaume de Nogaret auf Geheiß von Philipp dem Schönen in ganz Frankreich inhaftiert.
- 1308: Durchbruch in der Chirurgie – In Venedig wird erstmals in Europa die Erlaubnis erteilt, eine Leiche zu sezieren.
- 1309, März: Papst Clemens V. verlegt den Sitz des Papstes und der Kurie nach Avignon. Damit beginnt die sog. Babylonische Gefangenschaft (bis 1376).
- 1309, 30. April: Die Grafen Otto, Hermann und Albert von Eberstein verleihen der Ortschaft Naugard das Stadtrecht nach Lübischem Recht.